# Matthias Freihof
Matthias Freihof (* 25. listopadu 1961 Plavno, Sasko, Německo) je německý herec, zpěvák, režisér, hudebník a bavič.

## Život
Už v raném věku se učil hře na flétnu, kytaru a zpěvu. Studoval na herecké škole Ernsta Busche v Berlíně, kde v roce 1983 absolvoval obor herec, zpěvák, tanečník. Už v tomto období vystupoval po škole v divadle Maxim Gorki jako klaun, zpěvák, tanečník atd.

### Film a televize
V bývalém NDR získal řadu festivalových cen (nejlepší herec, film). Úspěch slavil zejména s filmem Coming Out z roku 1989. Ten v roce 1990 získal Stříbrného medvěda na filmovém festivalu v Berlíně.
V roce 1995 hrál v 1. sérii německého seriálu Kobra 11 policistu Jochena Schulteho. V letech 1998-2003 hrál v seriálu Siska postavu Lorenze Wieganda.
V roce 2008 si zahrál Heinricha Himmlera ve válečném dramatu Valkýra.

### Hudební a jiné účinkování
Je sólový zpěvák a hraje i s kapelou L'Art de Passage. Jedna z jeho písní se jmenuje Schmeckt dein Leben nach Kamillentee (1989). Vydal několik CD.
Příležitostně učil na herecké škole Ernsta Busche a na Berlínské herecké škole.
Vystoupení baviče: americké, francouzské, řecké a libanonské písně o lásce, ale také německé staré i nové písně o lásce.

### Osobní život
Mluví německy (mateřský jazyk), anglicky (plynně), rusky (plynně), francouzsky (plynně) a řecky (plynně) a z dialektů mluví berlínským dialektem, sasky a bavorsky. Měří 175 cm, má tmavě blond vlasy a šedo-zelené oči. Z tanců umí španělský tanec, step, společenský tanec, jazz dance a graham technik. Má rád sport - plavání, lyžování a bruslení. Hraje na kytaru a různé flétny. Žije[kdy?] v Berlíně.

## Filmografie
- 1986: Käthe Kollwitz
- 1989: Coming Out
- 1990: Kohl - ein deutscher Politiker
- 1991: Dieter Gütt - ein Journalist
- 1991: Mocca für den Tiger
- 1991: Die Durchreise
- 1991: Einübung in ein Tribunal - Saddam Hussein
- 1992: Heutemorgen
- 1992: Hamburger Gift
- 1993: Motzki (epizoda: Der Schlüssel)
- 1993: Der Mann im schwarzen Mantel
- 1993: Případ pro dva (Ein Fall für zwei (epizoda: Gelegenheit macht Mörder))
- 1994: Im Zeichen der Liebe
- 1994: Die Männer vom K3 (epizoda: Ein friedliches Dorf)
- 1994: SOKO 5113 (epizoda: Eine Leiche zuviel)
- 1995: Kobra 11
- 1996: Liane
- 1996: Mona M. - Mit den Waffen einer Frau (epizoda: Der Letzte Zeuge schweigt)
- 1996: Todesspiel
- 1996–1997: Marienhof
- 1996: SK Babies
- 1997: Lea Katz - Die Kriminalpsychologin: Einer von uns
- 1997: Park Hotel Stern
- 1997: Not a Love Song
- 1997: Starej (Der Alte)
- 1997: Inseln unter dem Wind
- 1998: Halberstadt
- 1998–2003: Siska
- 2000: Drei Wünsche
- 2000: Stefanie (Für alle Fälle Stefanie (epizoda: Bis aufs Blut))
- 2000: Vera Brühne
- 2000: Stubbe – Von Fall zu Fall (epizoda: Tod des Model)
- 2000: Zurück auf Los!
- 2000: SOKO 5113 (epizoda: Party für vier Leichen)
- 2002: Highspeed - Die Ledercops (epizoda: Leopardenjagd)
- 2002: Vůdce Ex (Führer Ex)
- 2004: Místo činu (Tatort (epizoda: Teufelskreis)
- 2006: Vrány útočí (Die Krähen)
- 2007: Specialisti: Kriminální policie Rýn - Mohan (SOKO Rhein-Main (epizoda: Kumpels aus Kamerun))
- 2007-2008: Pobřežní stráž (Küstenwache)
- 2008: Valkýra
- 2009: SOKO Wismar (epizoda: Liebe steckt an)
- 2009: Zvláštní jednotka, Lipsko (SOKO Leipzig (epizoda: Mordsache Jugendklub))
- 2009: Policie Hamburk (Notruf Hafenkante (epizoda: Jasmins Fall))
- 2009: In aller Freundschaft (epizoda: Gefühl und Entscheidung)
- 2010: Die Friseuse
- 2010: SOKO Stuttgart (epizoda: Asche zu Asche)
- 2010: SOKO 5113 (epizoda: Querschuss)
- 2011: Místo činu (Tatort, epizoda: Im Netz der Lügen)
- 2012: SOKO 5113 (epizoda: Der Herbst der Nackten)
- 2012: Nicht mit mir, Liebling

## Divadlo (výběr)
- 1984: Ein Sommernachtstraum – režie: T. Langhoff
- 1987-1989: My Fair Lady – režie: F.C. Pemmann
- 1987-1989: Die Herrmannsschlacht – režie: M. Helle
- 1990-1991: Jacques Brel – Eine Hommage – mit Gisela May – režie: Uwe Lohse
- 1990-1991: Brecht-Matinee mit Gisela May
- 1990-1991: Romanisches Café – Theaterrevue – režie: Frank Lienert/Gerhard Haase-Hindenberg
- 1991-1992: Die Fantasticks – Friedrichstadt-Palast Berlin, Kleine Bühne – režie: U. Lohse – Rolle: Matt
- 1991-1992: Leidenschaften – Friedrichstadt-Palast Berlin, Kleine Revue – režie: U. Lohse
- 2005: Wie einst im Mai – Schlossparktheater – režie: Andreas Gergen – Rolle: Fritz Jüterbog
- 2005: Die süßesten Früchte – Komödie Düsseldorf – režie: Andreas Schmidt – Rolle: Michael
- 2006: Butterbrot – Theaterproduktion Düsseldorf Tournee – režie: Anatol Preissler – Rolle: Martin
- 2006: Die süßesten Früchte – Komödie Winterhuder Fährhaus Hamburg
- 2007: Die süßesten Früchte – Komödie Berlin Tournee
- 2007: Ganze Kerle – Komödie Düsseldorf (Regie)
- 2008: Ghetto – Stadttheater Klagenfurt – Rolle: Gens
- 2008: Venedig im Schnee – Komödie Düsseldorf – režie: Ulf Dietrich – Rolle: Christoph
- 2009: Venedig im Schnee – Theatergastspiele Kempf Tournee
- 2009: Kollaboration – Theater im Rathaus Essen – režie: Wolfgang Engel – Rolle: Stefan Zweig
- 2010: Venedig im Schnee
- 2010: Kollaboration
- 2011: Möwe und Mozart

## Režie
- 1985: Sommertheater der Hochschule für Schauspielkunst "Ernst Busch" Berlin WER ZULETZT LACHT (Hans Ulrich Wendler) Regie, Maskenbild
- 1987: bat, Berlin WEIBERKOMÖDIE (Heiner Müller) Co-Regie und Darsteller
- 1989: Studioinszenierung der HfSK "Ernst Busch" Berlin LOVELY RITA (Thomas Brasch) Co-Regie
- 2004: Konzert-Tournee DÜNNES EIS (Veronika Fischer & Band) künstlerische Beratung, Regie
- 2007: Komödie Düsseldorf GANZE KERLE (Kerry Renard) Regie, Bühnenfassung, Choreographie, Musikdramaturgie
- 2008/2009: Theater am Kurfürstendamm Berlin, Komödie Dresden, Theatergastspiele Kempf Gastspiele und Tournee GANZE KERLE Regie, Bühnenfassung, Choreographie, Musikdramaturgie
- 2009: Stadttheater Klagenfurt GANZE KERLE (Kerry Renard) Regie, Bühnenfassung, Choreographie, Musikdramaturgie
- 2010: Komödie Düsseldorf WA GANZE KERLE (Kerry Renard) Regie, Bühnenfassung, Choreographie, Musikdramaturgie
- 2011
  - Komödie Düsseldorf MÖWE UND MOZART (Peter Limburg) Uraufführung mit Doris Kunstmann und Peter Fricke Regie, Bühnenfassung, Musikdramaturgie
  - Theater im Rathaus Essen Gastspiel GANZE KERLE (Kerry Renard) Regie, Bühnenfassung, Choreographie, Musikdramaturgie

## Ocenění
- 1990: „Nachwuchsdarstellerpreis“ na 6. národním festivalu hraných filmů NDR za Coming Out
- 1990: Stříbrný medvěd na Berlínském mezinárodním filmovém festivalu Berlinale